# كونغسفينغر
كونغسفينغر (بالنرويجية: Kongsvinger) هي مدينة وبلدية في مقاطعة هدمارك، النرويج، وهي جزء من منطقة غلومدال التقليدية. المركز الإداري للبلدية هي مدينة كونغسفينغر.

## شعار النبالة
يُعتبر شعار النبالة حديثاً نسبياً، حيث مُنح في 25 يونيو 1926. تظهر فيه قلعة كونغسفينغر، مع خط أبيض يمثل نهر جلوما. وتُعد القلعة ذات أهمية تاريخية في المنطقة.

## الأقليات العرقية والأجانب
| Ancestry          | Number |
| ----------------- | ------ |
| السويد            | 198    |
| العراق            | 186    |
| بولندا            | 186    |
| أفغانستان         | 147    |
| البوسنة والهرسك · | 142    |
| فيتنام            | 123    |
| إيران             | 94     |
| إريتريا           | 80     |
| سوريا             | 71     |
| تايلاند           | 65     |